# Johan Frederik van Pommeren
Johan Frederik (Wolgast, 27 augustus 1542 – Wolgast, 9 februari 1600) was van 1569 tot zijn dood in 1600 hertog van Pommeren-Stettin. Van 1557 tot 1574 was hij ook administrator van Kammin. Johan Frederik was de oudste overlevende zoon van hertog Filips I van Pommeren en Maria van Saksen. In Kammin werd hij opgevolgd door zijn broer Casimir VI en in Stettin door zijn broer Barnim X.

## Biografie
Johan Frederik was de derde zoon van hertog Filips I van Pommeren-Wolgast en Maria van Saksen. Zijn twee oudere broers stierven al op jonge leeftijd. Hij is vernoemd naar de halfbroer van zijn moeder, keurvorst Johan Frederik I van Saksen. Johan Frederik werd volgens humanistische en protestantse waardes opgevoed. Vanaf zijn zevende kreeg hij samen met zijn jongere broers Bogislaw XIII en Ernst Lodewijk les van de uit Frankrijk gevluchte theoloog Andreas Magerius. Zijn verdere opleiding genoot Johan Frederik aan de Universiteit van Greifswald. 
In 1556 stierf Martin Weiher, de prins-bisschop van Kammin. De twee regerende Pommerse hertogen, Filips I en Barnim IX, maakten van de gelegenheid gebruik om het prinsbisdom om te vormen tot een secundogenituur van het Pommerse hertogshuis. Onder druk van de hertogen koos het domkapittel Johan Frederik tot nieuwe bisschop. Jongere leden uit de hertogelijke dynastie zouden vanaf dit moment steeds als titulaire bisschoppen, of administrators, over het prinsbisdom regeren. Omdat Johan Frederik te jong was om zelf te regeren, werd in zijn plaats een lid van de hertogelijke raad als stadhouder aangesteld. Een superintendent nam de geestelijke taken van de voormalige bisschop over. 
Johan Frederiks vader overleed in 1560. De regering in Pommeren-Wolgast werd overgenomen door een regentschapsraad onder leiding van de hofmeester, Ulrich von Schwerin. In 1565 reisde Johan Frederik naar het keizerlijke hof in Wenen, waar hij in dienst trad van keizer Maximiliaan II. Als bevelhebber in het keizerlijke leger streed hij mee tijdens een veltocht tegen het Ottomaanse leger in Hongarije. Hierbij maakte hij een Turk krijgsgevangen, die hij samen met vier kamelen naar Stettin liet overbrengen. In 1566 beleende de keizer Johan Frederik officieel met het hertogdom Pommeren. Johan Frederik keerde in 1567 terug naar Pommeren, waar hij nu zelf de regering overnam. De regentschapsraad werd ontbonden en tot 1569 regeerde hij samen met zijn jongere broer Bogislaw XIII als hertog van Pommeren-Wolgast. Johan Frederik concentreerde zich echter op het bestuur van Kammin, waar hij in Köslin een nieuw kasteel liet bouwen.
In 1569 trad Johan Frederiks oudoom Barnim IX van Pommeren-Stettin af. Volgens het Verdrag van Jasenitz dat Johan Frederik en vervolgens met zijn broers sloot, werd hij Barnim's opvolger in Pommeren-Stettin. Zijn jongere broer Ernst Lodewijk nam de regering in Pommeren-Wolgast over, terwijl Bogislaw XIII en Barnim X kleinere gebieden als apanage toegewezen kregen. Casimir VI, die nog minderjarig was, kreeg uitzicht op de opvolging in Kammin. In 1574 stond Johan Frederik het voormalige bisdom aan zijn jongere broer af.
In het Oostzeegebied woedde sinds 1563 de Zevenjarige Oorlog tussen Denemarken en Zweden. Uiteindelijk sloten de twee partijen op uitnodiging van Johan Frederik in 1570 vrede in de Pommerse hoofdstad Stettin. Als hertog onderstreepte Johan Frederik zijn status door de grootschalige verbouwing van het Slot van Stettin in renaissancestijl. Daarbij werd de oude Sint-Ottokerk afgebroken en als slotkerk geïntegreerd in het nieuwe paleis. Om de verbouwing, de steeds duurder wordende hofhouding, en het ambtenarenapparaat te kunnen bekostigen poogde de hertog nieuwe belastingen, vooral accijnzen, in te voeren. De Staten, gesteund door Ernst Lodewijk van Pommeren-Wolgast, weigerden echter hun goedkeuring te geven. Hierdoor liepen de hertogelijke schulden steeds verder op. 
Johan Frederik overleed vrij plotseling tijdens een bezoek aan zijn schoonzuster Sophie Hedwig in Wolgast. Hij werd opgevolgd door zijn broer Barnim X.

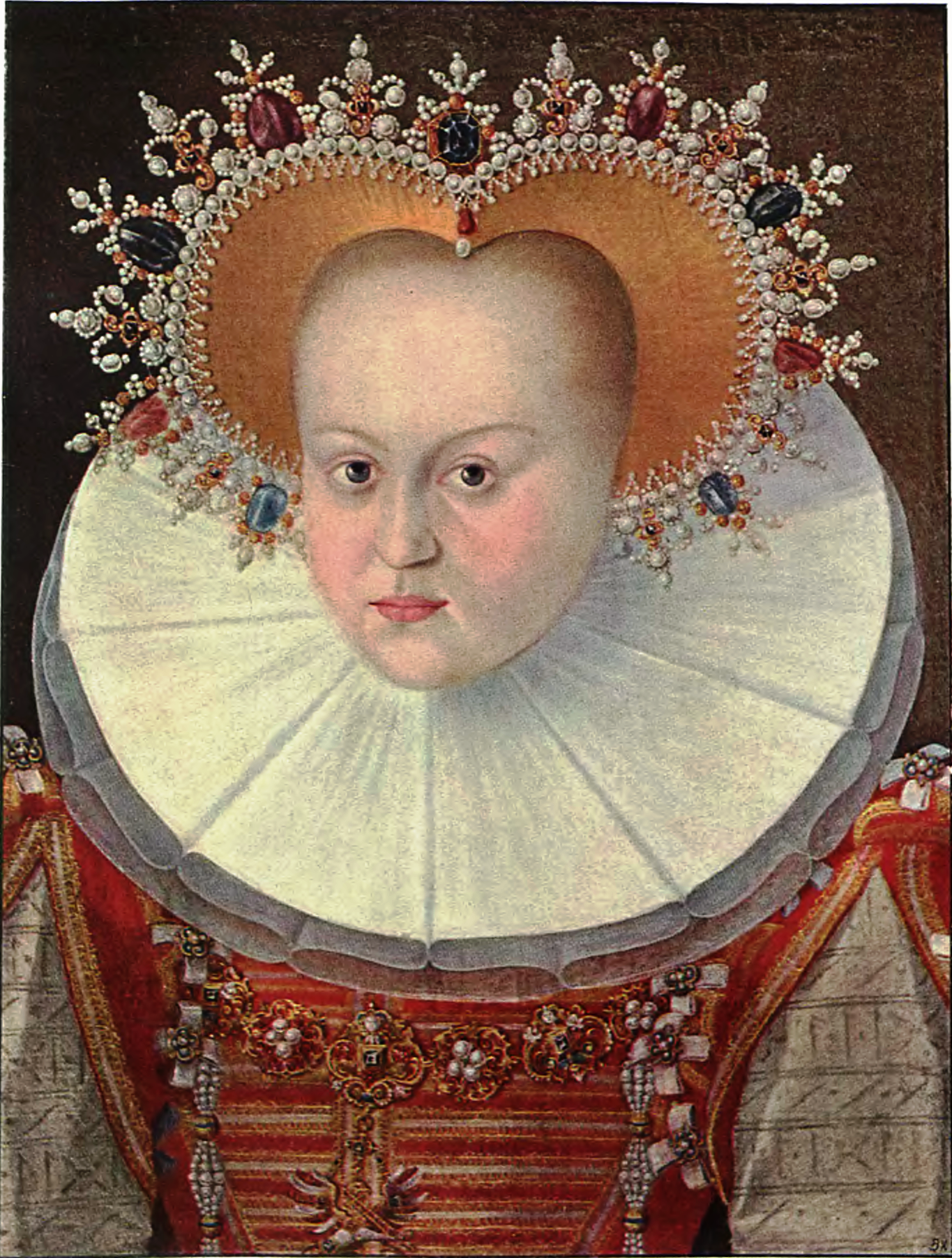
Portret van Erdmuthe van Brandenburg, hertogin van Pommeren-Stettin.

## Huwelijk
Johan Frederik trouwde op 17 februari 1577 met Erdmuthe van Brandenburg, de oudste dochter van keurvorst Johan George van Brandenburg. Hun huwelijk bleef kinderloos.